# Ден Браун
Данијел Герхард Браун (енгл. Daniel Gerhard Brown; Ексетер, 22. јун 1964) амерички је писац трилера. Најпознатији је по серијалу књига о Роберту Лангдону (Анђели и демони, Да Винчијев код, Изгубљени симбол, Инферно и Порекло). Његови романи су потраге за реликвијама из ране епохе хришћанства, са мотивима уметности, криптографије, симбола, кодова и теорија завере. Романи Анђели и демони, Да Винчијев код и Инферно, адаптирани су у истоимене филмове, док је роман Изгубљени симбол адаптиран у истоимену серију.
Због историјских и хришћанских тема, његове књиге изазивају доста полемика. Браун тврди, да његове књиге нису анти-хришћанске, већ су написане само за забаву и како би покренуле духовне расправе и дебате. Упркос несугласицама које их прате, његове књиге су преведене на 56 језика и продате у преко 200 милиона примерака.

## Биографија
Данијел Герхард Браун, како гласи пуно име Дена Брауна, рођен је 22. јуна 1964. у Ексетеру у Њу Хемпширу. Има млађу сестру Валери и брата Грегорија. Основну школу завршио је у Ексетеру. Отац му је био професор математике на Академији Филипс Ексетер. а мајка је свирала црквене оргуље. Браун је одрастао у кампусу школе где је развио фасцинацију парадоксалном интеракцијом науке и религије.
Ову тематику је користио као подлогу за многа позната дела. Његова фасцинација слагалицама и загонеткама потиче из раног детињства када је његов отац направио потрагу за благом њему, његовом брату и сестри. Браунов однос са оцем инспирисао је однос Софи Нево и Жака Сонијера, ликова у роману Да Винчијев код, а догађаји из 23. поглавља били су инспирисани једним њиховим ловом на благо.
Након што је завршио Академију Филипс Ексетер, Ден Браун је 1986. године дипломирао на Амхерст колеџу. Браун је школску 1985. годину студирао у иностранству у Севиљи у Шпанији, где је похађао курс историје уметности на Универзитету у Севиљи.

## Каријера

### Музика
Пре него што је почео да пише, Ден Браун је покушао да изгради музичку каријеру. Његово прво дело била је касета са дечијим песмама издата 1990. и продата у неколико стотина копија. Сличан тираж достигао је и његов ЦД објављен исте године. У Холивуд се сели 1991. године, где, да би се издржавао, предаје шпански у школи на Беверли Хилсу.
Приступио је Националној академији текстописаца. Ту је упознао своју будућу жену Блајт Њулон која је у то доба била на позицији директора за уметнички развој Академије. Објавио је, 1994. године, ЦД под називом Анђели и демони који је на омоту имао исти амбиграм као и касније објављена књига истог назива. Исте године напушта музичку каријеру да би се посветио писању. Ден и Блајт венчали су се 1997. године.
Браун и његова супруга Блајт су се преселили у Рај, Њу Хампшир 1993. године. Браун је постао учитељ енглеског језика у Академији Филипс Ексетер, а часове шпанског језика предавао је у школи Линколн Акерман у Хамптон Фалсу.

### Књижевност
Док је био на одмору на Тахитију 1993. године, прочитао је роман Сидни Шелдона „Завера судњи дан” и био инспирисан да постане писац трилера. Тада је започео је рад на роману Дигиталној тврђави, у ком се много радње дешава у Севиљи, где је студирао 1985. године. Такође је заједно са супругом написао хумористичку књигу 187 мушкарца које треба избегавати: Водич за преживљавање романтично фрустриране жене.
Браун је 1996. године напустио наставу да би постао писац. Роман Дигитална тврђава је објављен 1998. године. Његова супруга Блајт је промовисала књигу, писала изјаве за штампу, организовала интервјуе. Неколико месеци касније, Браун и његова супруга издали су The Bald Book, још једну хумористичну књигу.
Следе романи Анђели и демони и Тачка преваре, објављени 2000, односно 2001. године. У првом од њих је први пут представио главни лик харвардског стручњака за симболику Роберта Лангдона.
Прва три романа имала су мали успех, са мање од 10 000 продатих примерака. Његов четврти роман, Да Винчијев код, постао је бестселер, и био на првом месту листе најпродаванијих у Њујорк Тајмсу током прве недеље објављивања 2003. године. То је једна од најпопуларнијих књига свих времена, са 81 милиона примерака продаје се широм света од 2009. године. Њен успех је помогао продају Браунових ранијих књига.
Током 2004. године сва четири његова романа нашла су се на листи најпродаванијих књига Њујорк тајмса исте недеље, а 2005. године часопис Тајм уврстио га је на листу 100 најутицајнијих људи године. Часопис Форбс ставио га је на 12. место листе Селебрити 100 из 2005. године, а његов годишњи приход проценио је на 76,5 милиона долара. Према чланку објављеном у Тајмсу, процењени Браунов приход после продаје Да Винчијевог кода је 250 милиона долара.
Браунов трећи роман у којем је главни лик Роберт Лангдон, Изгубљени симбол, објављен је 15. септембра 2009. године. Према издавачу, књига је првог дана продала више од милион примерака у САД, Великој Британији и Канади.
Четврти роман са Робертом Лангдоном, Инферно објављен је 14. маја 2013. године. Роман је био број 1 на листи Њујорк Тајмса првих 11 недеља од објављивања, и само је у САД продато више од 1,4 милиона примерака.
Своју седму књигу, Порекло, објавио 3. октобра 2017. године. То је пета књига у серијалу о Роберту Лангдону.

### Самостални романи
- Дигитална тврђава (1998)
- Тачка преваре (2001)

### Роберт Лангдон серијал
- Анђели и демони (2000)
- Да Винчијев код (2003)
- Изгубљени симбол (2009)
- Инферно (2013)
- Порекло (2017)